# ジム・クロケット・ジュニア
ジム・クロケット・ジュニア（Jim Crockett, Jr.、1944年8月10日 - 2021年3月3日）は、アメリカ合衆国のプロレスリング・プロモーター。ノースカロライナ州シャーロット出身。
1970年代から1980年代にかけて、日本では「NWAミッドアトランティック地区」と呼ばれた自身の団体ジム・クロケット・プロモーションズ（WCWの前身団体）を率い、黄金テリトリーを築いた。マイナーリーグのシャーロット・オリオールズ（現在のシャーロット・ナイツ）のオーナーでもあった。

## 来歴
ノースカロライナ州シャーロットを拠点に、プロレスや野球などのスポーツからコンサートや演劇まで、さまざまなショービジネスのプロモーターとして活動していた "ビッグ・ジム" ことジム・クロケット・シニアの長男。1973年の父親の死去後は義兄のジョン・リングレイが後継者としてビジネスの主導権を握ったが、不倫問題が発覚してリングレイはクロケット・ファミリーを追われ、最終的に彼がジム・クロケット・プロモーションズ（JCP）を継承することとなった。
以降、ミッドアトランティック・チャンピオンシップ・レスリング（MACW）をブランドネームに、ノースカロライナおよびサウスカロライナとバージニアを主要なサーキットエリアとしてプロレス興行を展開。ジョニー・バレンタイン、ミネソタ・レッキング・クルー、ミスター・レスリング、ワフー・マクダニエル、ブラックジャック・マリガン、リック・フレアー、リッキー・スティムボート、ロディ・パイパーなどのトップスターを歴代の主力選手にNWAの有力プロモーターとなり、1980年から1982年にかけてはNWAの会長職を務めた。
1984年、WWFのビンス・マクマホン・ジュニアが全米侵攻を開始すると、AWAのバーン・ガニアやCWAのジェリー・ジャレットらとジョイント・ベンチャー組織 "Pro Wrestling USA" を結成するが、ガニアとの軋轢が原因で共同事業から撤退。以降は独自の戦略でWWFに対抗し、NWA会長に再選出された1985年にはジム・バーネットが主宰していたジョージア地区を事実上吸収合併、テッド・ターナーのTBSでの土曜夜というゴールデンタイムのテレビ放送枠を獲得した（「ブラック・サタデー (プロレス)」の項も参照）。また、ダスティ・ローデスをチーフ・ブッカーに、WWFの『レッスルマニア』に該当するビッグイベント『スターケード』を、レッスルマニアよりも実績のあるショーとして大々的に開催（スターケードはレッスルマニアよりも2年早い1983年に第1回大会が開催されている）。
1987年には3度目のNWA会長に選出され、かつてエディ・グラハムが管理していたフロリダ地区も傘下に収めるなど、WWFの侵攻でテリトリー制が崩壊しつつあったNWAの実権をほぼ掌握（WCCWのフリッツ・フォン・エリックやセントラル・ステーツのボブ・ガイゲルなど、他の有力プロモーターは同年にNWAを脱退）。さらに、同年にはビル・ワットのUWFも買収、拠点をテキサス州ダラスに移し、アメリカ南部一帯をJCPのテリトリーとする。もう一方の雄だったガニアのAWAがWWFとの興行戦争に敗れ弱体化していた当時、ビンス・マクマホンに対抗できる全米で唯一のプロモーターとなった。
ロード・ウォリアーズ、フォー・ホースメン、ニキタ・コロフ、スティングら所属選手も人気を集め、『スターケード』や『グレート・アメリカン・バッシュ』などのPPVイベントのさらなるグレード・アップも図られた。しかし、破産寸前だったUWFの買収に伴い、ワットが残した負債もすべて背負い込むことになったJCPは莫大な借金の返済に追われた。その一方、マーケット規模の拡大に反して収益は上がらず、経費の急激な増加（および浪費）やブッカーのローデスとフレアーの対立による現場の混乱などで事態は悪化。また、販売力がWWFと比べ脆弱だったためPPVの契約世帯数も惨敗、相次ぐ赤字で資金繰りも苦しくなり、クロケットは窮地に追い込まれることとなった。
苦境に立たされたクロケットは、1988年11月21日、バーネットの仲介によりTBSのターナーにJCPの事業を売却。その後はNWA会長の立場でターナー傘下の新会社WCWに残ったが、1991年にビジネスから離れた。
以後、1994年にポール・ヘイマンと共に "World Wrestling Network" と銘打ったインターネットによるプロレス中継の配信事業を手掛けるが、成功につなげることはできなかった。
2021年3月3日、死去。76歳没。

### 日本との関係
昭和期の全日本プロレスにウィットネスとして来日したことがある。NWAの主流派プロモーターとして全日本とは密接な提携関係を築き、フレアー、スティムボート、ジミー・スヌーカらを全日本にブッキングする一方、ジャイアント馬場やジャンボ鶴田のJCP登場もプロデュースした。天龍源一郎も2回目の海外武者修行の場として1981年にミッドアトランティック地区をサーキットし、ミスター・フジと組んでタッグ王座を獲得したことがある。
なお、1980年代前半に新日本プロレスがIWGP構想を立ち上げていた際、JCPの提携団体だったトロントのメープル・リーフ・レスリング（フランク・タニー主宰）がWWFとも提携していたことから、新日本はタニーおよびビンス・マクマホン・シニアの仲介でクロケットのIWGP協力を仰げたと発表。1982年1月18日のMSG定期戦では当時のWWF会長の新間寿とNWA会長のクロケットがリング上で紹介され、両者は握手している。その模様は『ワールドプロレスリング』においても放送されたが、結局はクロケット（NWA）がIWGPに協力することはなかった。
また、漫画作品『プロレススーパースター列伝（リック・フレアー編）』および『プロレス・スターウォーズ』に本人として登場している。前者では義兄リングレイの存在や時系列を一切無視して、父親の死去後にビジネスを引き継ぐかどうか悩んでいた最中に、開催された追悼興行でのフレアー対スティムボート戦に感動してJCPの運営を継承したことにされている。後者では日本のプロレス界を制圧しようとしたアメリカン・プロレス軍団の最終的なボスとして登場した（前者は史実に大幅な脚色を加えた創作で、後者は完全なフィクション）。